# Dennis Gassner
Dennis Gassner (Vancouver, 22 ottobre 1948) è uno scenografo canadese.
Ha vinto il Premio Oscar nella categoria migliore scenografia nel 1992 per Bugsy (in condivisione con Nancy Haigh) e ha ricevuto altre quattro volte la nomination all'Oscar nella stessa categoria (2018, 2003, 2008 e 1992). Ha vinto due Premi BAFTA, nel 1999 e nel 2003, e un Satellite Award (1999).

## Filmografia parziale
- Crocevia della morte (Miller's Crossing), regia di Joel ed Ethan Coen (1990)
- Bugsy, regia di Barry Levinson (1991)
- Mister Hula Hoop (The Hudsucker Proxy), regia di Joel ed Ethan Coen (1994)
- The Truman Show, regia di Peter Weir (1998)
- L'uomo che non c'era (The Man Who Wasn't There), regia di Joel ed Ethan Coen (2001)
- Era mio padre (Road to Perdition), regia di Sam Mendes (2002)
- Big Fish - Le storie di una vita incredibile (Big Fish), regia di Tim Burton (2003)
- Ladykillers (The Ladykillers), regia di Joel ed Ethan Coen (2004)
- Quantum of Solace, regia di Marc Forster (2008)
- Skyfall, regia di Sam Mendes (2012)
- Into the Woods, regia di Rob Marshall (2014)
- Spectre, regia di Sam Mendes (2015)
- Blade Runner 2049, regia di Denis Villeneuve (2017)
- 1917, regia di Sam Mendes (2019)